# Blanche d'Anjou (vers 1438-1471)
Pour les articles homonymes, voir Blanche d'Anjou.
Blanche d'Anjou, née vers 1438 et morte le 17 avril 1471 à Aix-en-Provence, est la fille naturelle de René d'Anjou, roi de Naples et de Sicile, duc d'Anjou et de Lorraine, comte de Provence, etc.
Elle épouse en 1467 Bertrand de Beauvau.

## Biographie
Blanche d'Anjou est née vers 1438. Elle est la fille naturelle de René d'Anjou,, l'aînée de ses enfants naturels. Elle est sans doute née en Provence.
Son père lui donne la seigneurie de Mirebeau et, dans son premier testament en 1453, lui prévoit une dot. À Aix-en-Provence, elle habite dans le palais de René d'Anjou et à Gardanne dans une maison proche,.
Elle se marie assez tard. Elle épouse, par un contrat daté du 28 novembre 1467, Bertrand de Beauvau, seigneur de Pressigny. C'est le quatrième mariage de ce dernier,,,. Ce mariage est censé resserrer les liens entre René d'Anjou et son serviteur Bertrand de Beauvau, mais les clauses du contrat sont nettement défavorables à celui-ci. En effet, Bertrand de Beauvau doit recevoir la châtellenie de Mirebeau jusqu'au paiement complet d'une dot de 15 000 écus d'or, mais si, comme il était probable compte tenu de leur grande différence d'âge, Bertrand de Beauvau meurt avant Blanche, celle-ci hérite de nombreux biens meubles. Les droits des enfants de Bertrand de Beauvau issus de ses premiers mariages ne sont pas mentionnés. 
Dans son testament de 1469, Bertrand de Beauvau montre son amertume envers Blanche : « nonobstant toutes les gratuites amour et plaisir que je lui ay faictz, elle m’a tousjours tenu touttes les rigueurs du monde et m’a faict tous les desplaisirs qu’elle a peu » et a « dissipé et degasté bien l’argent de mes meubles ». 
Blanche d'Anjou meurt le 17 avril 1471, ou quelques années après, après 1479. Elle est inhumée dans l'église des Carmes d'Aix-en-Provence, détruite depuis, dans un tombeau que son père fait construire. Son épitaphe est la suivante : « Ci gist Blanche d'Anjou, dame de Précigny, fille naturelle de hault et puissant seigneur René roi de Jérusalem, de Sicile et d'Aragon, qui trépassa le 17 avril 1470 ».
La mort de Blanche avant son mari Bertrand de Beauvau permet à celui-ci de transmettre ses biens à son fils Antoine.

## Armoiries
- D'azur aux fleurs de lys à une bordures de gueules, chargé d'une barre d'argent[1].